# Mi gorda bella
Mi gorda bella es una telenovela venezolana producida y transmitida por el canal RCTV entre los años 2002 y 2003. Es una historia original de Carolina Espada, escrita por Rossana Negrín, bajo la producción general de Carlos Prizzi.La trama presenta similitudes e inspiraciones con algunas historias de la mitología griega, notablemente con los cuentos de Pandora, Aquiles, Orestes y Olímpia.
Protagonizada por Natalia Streignard y Juan Pablo Raba; y con las participaciones antagónicas de Hilda Abrahamz, Félix Loreto, Norkys Batista, Luciano D' Alessandro, Marcos Moreno y Aileen Celeste. Cuenta además con la actuación estelar de Flavio Caballero, Emma Rabbe, Jerónimo Gil, Daniel Alvarado, Marianela González, Hugo Vásquez y los primeros actores Amalia Pérez Díaz y Carlos Márquez.
Se estrenó el 13 de noviembre de 2002, pero estuvo en receso en diciembre de 2002, debido al conflicto que existía en Venezuela denominado Paro Nacional. Tras el receso, retomó al aire el lunes 10 de febrero de 2003, a las 21:00 horas desde su primer capítulo y finalizó el 10 de octubre de 2003.

## Argumento
Valentina Villanueva Lanz es una joven dulce y noble que proviene de una acaudalada familia. Sin embargo, Valentina es una adolescente solitaria que ha pasado mayor parte de su educación en un internado desarrollando muchas inseguridades debido a su sobrepeso. 
Una vez recibe su grado de secundaria Valentina está feliz de poder reunirse nuevamente con su madre, Eva Lanz, quien luego de sumirse en el alcoholismo tras la trágica muerte de su esposo y padre de Valentina, decide reunirse con su hija después de haberse curado de su adicción y también desea volver a la mansión Villanueva. 
No obstante, Eva no alcanza a completar este objetivo ya que el helicóptero en donde venía explota frente a su hija Valentina y su hermana Tza Tza y muere a causa del siniestro. De esa manera, Valentina no tiene más remedio que llegar a la mansión de su difunto padre en donde viven su tío Juan Ángel y su esposa Olimpia Mercury, una mujer bella pero déspota quien desde un principio muestra desagrado por Valentina. Junto a ella, Valentina también deberá enfrentarse a las burlas y humillaciones de otros miembros de la casa: la frívola Ariadna (quien se enfrentaría a un aborto tras lo cual es sometida a una histerectomía) junto a su novio Román; su mejor amiga Chiquinquirá Lorens, una super modelo quien además es novia de Orestes, primo de Valentina y de quien ella ha estado enamorada secretamente toda la vida y Roque, el fiel sirviente de Olimpia. Pero del mismo modo, Valentina encuentra apoyo en sus primos Pandora y Aquiles, Ninfa la sirvienta, y su tío Segundo. Simultáneamente, Valentina constantemente busca refugio en su tía Tza Tza Lanz quien la ama incondicionalmente, así como es apoyada por el cariño de otros miembros de la pensión donde Tza Tza vive. 
Desde el momento en que Valentina y Orestes se reencuentran surge un cariño especial que poco a poco va transformándose en amor. Pero este amor se verá ensombrecido constantemente por las intrigas de sus detractores, especialmente de Olimpia quien no desea otra cosa más que destruir a Valentina, ya que Olimpia fue quien realmente asesinó al padre de Valentina y también a Eva al ambos conocer su oscuro secreto el cual podría despojarla de la fortuna de los Villanueva. 
Sabiendo que Valentina también implica una amenaza como sus padres, Olimpia idea un plan al ver que su hijo se está enamorando cada vez más de ella y comienza a intentar acabar con ella en complicidad con Roque suministrándole veneno a los chocolates que Orestes constantemente le regala. 
Tras una falsa ideada por Ariadna y Chiqui, Valentina es destrozada creyendo que Orestes se está burlando de sus sentimientos, por lo que dolida y decepcionada huye a España a casa de su tía Celeste para superar a Orestes; pero acabando de llegar a España sufre una recaída y se realiza unos exámenes, descubriendo así que estaba siendo intoxicada con veneno. Esto lleva a que Valentina tras un año de tratamiento y ejercicios para desintoxicar su cuerpo adelgace y se convierta en una bella y esbelta mujer que ninguno de los que conoció en Venezuela reconocería, por lo cual tras el asesinato de su tía Celeste, también a manos de Olimpia, Valentina decide volver a Venezuela para cobrar venganza haciéndose pasar por Bella De La Rosa Montiel, supuesta mejor amiga de Valentina. 
Orestes inmediatamente se siente atraído por ella y aunque Valentina intente negarlo todavía sigue amándolo. De esta forma, Valentina deberá luchar entre el amor y el honor de su apellido, además de intentar develar los secretos que rodean a su familia, desenmascarar a Olimpia y ser feliz junto a Orestes.

## Elenco
- Natalia Streignard como  Valentina Villanueva Lanz /  Bella De la Rosa Montiel
- Juan Pablo Raba como Oréstes Villanueva Mercouri / "Lirio de Plata"
- Hilda Abrahamz como Olimpia Mercouri de Villanueva / María Joaquina Crespo
- Flavio Caballero como Juan Ángel Villanueva
- Emma Rabbe como Josefina Lanz Alvarado "Tza Tza"
- Norkys Batista como Chiquinquirá "La Chiqui" Lorenz Rivero
- Jerónimo Gil como Franklin de Jesús Carreño Soler
- Félix Loreto como Lorenzo Lorenz "Lolo"
- Marianela González como Pandora Emilia Villanueva Mercouri / Hugo Fuguett
- Hugo Vásquez como Jordi Rosales Vizoso / Marianela "Nela" Lozada
- Luciano D' Alessandro como Román Fonseca
- Prakriti Maduro como Ninfa del Valle
- Carlos Felipe Álvarez como Aquiles Villanueva Mercouri
- Marcos Moreno como Roque Julia
- Belén Marrero como Camelia Rivero de Lorenz "La Muñeca"
- Aileen Celeste como Ariadna Margarita Villanueva Mercouri
- Amalia Pérez Díaz como Celeste Villanueva Arismendi De Dupont
- Carlos Márquez como Segundo Villanueva Arismendi
- Ana Beatriz Osorio como Beatriz "Bea" Teresa Carreño Soler
- Daniel Blasco como Samuel Robinson
- Abelardo Behna como Alejandro Silva
- Sandra Martínez como Fabiola Fonseca
- Daniel Alvarado como José Manuel Sevilla "El Capitán Sevilla" (El Lirio de Plata Original)
- Elisa Stella como Doña Elena
- Erick Noriega como Benigno Matiz
- Martha Pabón como Gladiola Soler de Carreño
- Miguel Ángel Pérez como Boligoma
- Mayra Africano como Nereida López
- Jeanette Flores como Consuelo "Consuelito"
- Gabriela Santeliz como Rita
- Enrique Izquierdo como Macedonio Ortega
- Jesús Seijas como Mateo
- Soraya Sanz como Dolores Sánchez "Mamá Dolores"
- José Carlos Grillet como Daniel Eduardo
- Mimí Lazo como Eva Lanz Alvarado de Villanueva
- Manuel Salazar como Luis Felipe Villanueva
- Milena Torres como Leticia "Lety"
- Nattalie Cortez como Jessica López "JLo" / "La Pomposa"
- Kareliz Ollarves como Deborah Pereira
- Laureano Olivares como Antonio Martínez "Caregato" / Eduardo Martínez Heredia "Careperro"
- Rodolfo Renwick como Jorge Campos
- Sonia Villamizar como Natalia
- Aleska DíazcomoGranados como Vivian Durán'
- José Manuel Ascensao como Ezquenaci
- Ileana Alomá como Josefa "Pepita" López Castro
- José Ángel Ávila como José Ignacio Pacheco
- Kelvin Elizonde como Juan Carlos
- Edgar Gómez como Comisario Agustín Pantoja
- Dora Mazzone como Angélica
- Sandy Olivares como Javier
- Kristin Pardo como Carmen
- Israel Báez como Guillermo Andrés
- Manuel Sosa como Joel
- Winston Vallenilla como Él mismo
- Ivette Domínguez como La Gran Titina
- Virginia Urdaneta como Ella misma
- Natalia Romero como María Carolina
- Magaly Urbina como Celadora de la cárcel

## Adaptaciones
| Año  | País    | Cadena        | Nombre                 |
| ---- | ------- | ------------- | ---------------------- |
| 2004 | India   | Prime Channel | "Dekho Magar Pyaar Se" |
| 2007 | Malasia | TV3           | "Manjalara"            |
| 2010 | México  | Las Estrellas | "Llena de amor"        |

## Premios y nominaciones

### Premios INTE 2004
| Categoría                | Persona               | Resultado |
| ------------------------ | --------------------- | --------- |
| Mejor telenovela del año | Leonor Sardi Aguilera | Ganadora  |
| Mejor Actriz del año     | Natalia Streignard    | Ganadora  |

- Novela venezolana triunfadora en el exterior (Premios 2 de Oro 2004)

## Temas musicales
- "Poco a poco" de Jeremías - Tema principal: Canción de "Valentina y Oréstes"
- "La Cita" de Jeremías - Tema de "Chiqui" y "Franklin"
- "Niña Bonita" de Maia - Tema de "Tza Tza" y "Juan Ángel"
- "Supervisor de sueños" de A.5 - Tema de "Pandora" y "Jordi"
- "Ámame" de Alexandre Pires - Tema de "Ninfa" y "Aquiles"
- "Donde te encuentro" Alberto Plaza - Tema de "Muñeca" y "Lorenzo"